# Sultan Achour 10
Sultan Achour 10 o Sultan Achour (árabe: السلطان عاشور العاشر, As-Sulṭān 'Āshūr al-ishir?) es una serie televisiva de comedia histórica argelina de entre 20 minutos y 30 minutos creada por Djafar Gacem y transmitida desde el 18 de junio de 2015 en Echorouk TV.
La serie se lleva a cabo entre el siglo XI y XII en un reino ficticio llamado reino Achourite, gobernado por Sultan Achour 10, y relata las aventuras diarias con su familia, personas y otros reinos.
La serie, que costó alrededor de 20.000.000 dinares, se considera la producción de comedia argelina más grande y fue elegida como el programa más visto en el país durante todo el mes de Ramadán en 2015.

## Sinopsis
Antes de su muerte, el Sultan Boualem 9 decidió elegir a su sucesor entre sus dos hijos: Emir Kamel y Emir Achour. Finalmente, elige a Achour, que provoca la ira de Kamel, lo que le hace abandonar el reino. Después de varios años de gobierno por parte del sultán Achour, el reino toma su nombre y se convierte en el reino Achourite.

## Distribución

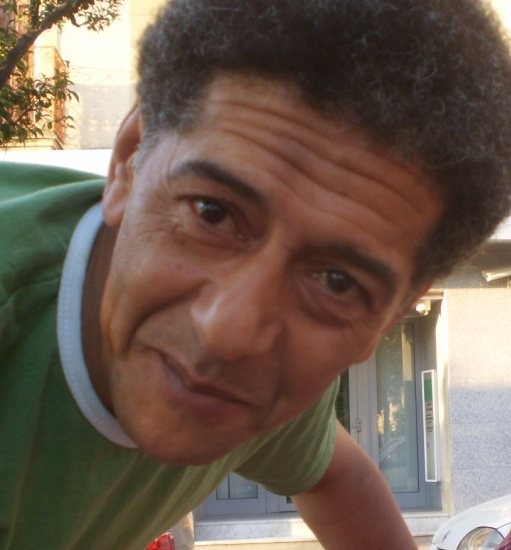
Salah Aougrout, que interpreta a Sultan Achour 10
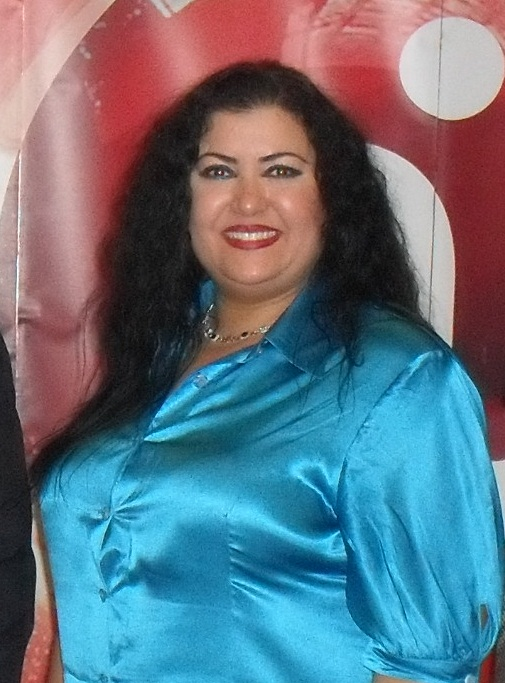
Kawther El Bardi, que interpreta a Ennouria
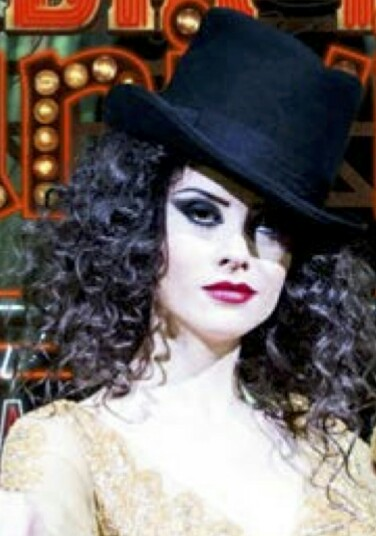
Najla Ben Abdallah, que interpreta a Cleopatra

### Personajes principales
Esta es la lista de los actores principales de la serie:
- Salah Aougrout: Sultan Achour 10
- Sid Ahmed Agoumi: Ministro Qandil
- Naamoun Madani: Bourhan
- Yasmine Ammari: Sultana Razane y su gemela Zarane
- Souhila Mallem: Princesa Abla
- Othmane ben Daoud: Rey Dahmanus
- Mohammed Yabdri: General Fares
- Blaha ben Ziane: Nouri
- Kawther El Bardi: Nouria
- Ahmed zitouni: Príncipe Lokmane
- Mohammed Mrad: Djawed
- Nadia Alahoum: Morjana
- Claire Taous Hazem: Maria
- Tir El Hadi: Baji

### Personajes secundarios
Aquí está la lista de personajes secundarios:
- Najla Ben Abdallah: Cleopatra
- Younes Ferhi: Al-Juarismi
- Mehdi Tehmi: King Rooney
- Khaled Bouzid: "Dijo la verdad"
- Hassan Kerkache: Sadek El Kedbaoui
- Narimène Ouahabi: Hadjra (Fouffou)
- Nadjia Laaraf: (rol desconocido)
- Mohamed Boukhdimi: Pnipen
- Mohamed Kariâa: (rol desconocido)

## Producción
ProdArtFilms es una asociación producida en 2014, las películas de ProdArtFilms garantizan la totalidad de los proyectos de video: creación, producción, realización de anuncios y make-off.
La ley argelina, que activa el campo de la producción cinematográfica y la producción de programas de televisión y comerciales, ProdArtFilms se ocupa de toda la reflexión estratégica de la comunicación, creación de campaña, asesoramiento, adquisición de espacio de TV y comunicación en la WEB, planes de medios y eventos.

### Desarrollo
El proyecto de la serie se propuso por primera vez en EPTV, una estación de televisión estatal, pero fue rechazado debido al gran presupuesto que pidió el director Djaffar Gacem. Posteriormente, fue adoptado por el canal Echorouk TV y recibió más de 18.000.000 de dinares, ofrecidos por las empresas Ooredoo (14 millones de dinares) y Cevital (4 millones). El diseño del guion duró más de 8 meses.
La serie Sultan Achour 10 se comparó con la serie turca Herim Sultan, que es muy popular en el mundo árabe. Según Saleh Aougrout, el actor principal de la serie, Harim Sultan, "una telenovela histórica que cuenta la historia de personajes reales", mientras que Sultan Achour es "una comedia histórica". Los únicos puntos comunes, según él, son "los sets, los trajes y los accesorios".

### Lanzamiento
La serie se rodó en Hammamet (Túnez) con los estudios Tarek Ben Ammar, los mismos estudios con los que se rodaron la película catarí Oro Negro, y que contenían todo el material y las decoraciones que se ajustaban a la naturaleza de la serie. La filmación comenzó en enero de 2015 y continuó durante 3 meses. Según Salah Aougrout, actor principal de la serie, "el personal se encontró con muchas dificultades después del frío y la lluvia".

## Episodios
La lista de episodios de Sultan Achour 10:

### Temporada 1
1. Declaración de guerra (اعلان حرب)
2. Matrimonio de la razón (زواج مصلحة)
3. La enfermedad de la sultana (مرض السلطانة)
4. Encuentro histórico 1 (1 مقابلة تاريخية)
5. Encuentro histórico 2 (مقابلة تاريخية 2)
6. Mhajeb (المحاجب)
7. Abla... Princesa rebelde (عبلة ... الأميرة المتمردة)
8. Obsesionante 1 (1 الوسواس)
9. Obsesionante 2 (الوسواس 2)
10. Tolerancia (التسامح)
11. La verdad contra la mentira 1 (الحقيقة ضد الكذب 1)
12. La verdad contra la mentira 2 (الحقيقة ضد الكذب 2)
13. Viaje en el tiempo 1 (السفر عبر الزمن 1)
14. Viaje en el tiempo 2 (السفر عبر الزمن 2)
15. Sultan Loqma ... Chour (الأمير لقما ... شور)
16. Primavera Achouri 1 (الربيع العاشوري 1)
17. Primavera Achouri 2 (الربيع العاشوري 2)
18. El matrimonio de Abla 1 (زواج عبلة 1)
19. El matrimonio de Abla 2 (زواج عبلة 2)
20. Rey Fouffou (الملك ففو)

### Temporada 2
1. El regreso de Pnipen (عودة بنيبن)
2. La selectividad 1 (البكالوريا 1)
3. La selectividad 2 (2 لبكالوريا)
4. La revuelta de las mujeres (ثورة النساء)
5. El reino de las mujeres (مملكة النساء)
6. Ashoura la criada (الجارية عاشورة)
7. El legado de María (ميراث ماريا)
8. El ejército de mezcladores (جيش المكاسر)
9. La suerte del general (فرصة الجنرال)
10. La epidemia (الوباء)
11. Los amantes (الكسلاء)
12. El sultán sin personas (سلطان بدون شعب)
13. Los dulces de la desgracia (حلوى البؤس)
14. Los Juegos Olímpicos (الألعاب الأولمبية)
15. La noche de la duda (ليلة الشك)
16. Demos Kratos (ديموقراطوس)
17. La venganza de Hamoudi (انتقام حمودي)
18. La princesa fugitiva (الأميرة الهاربة)
19. La trama (المكيدة)
20. La espada del rey 1 (1 سيف السلطان)
21. La espada del rey 2 (2 سيف السلطان)
22. El sultán Lokmane (السلطان لقمان)
23. ¡Viva el sultán! (يحيا السلطان)

## Universo de la serie

### General
El personaje Sultan Achour es ficticio, creado por Djaffar Gacem y el equipo que coescribió la serie. Aunque los eventos de la serie parecen tener lugar en los siglos XI y XII, el héroe de la serie, Salah Aougrout explica que no hay un período específico, ya que este reino fue inventado. Cada episodio de la serie es distinto, cada uno cuenta con una nueva historia que no está necesariamente vinculada a episodios anteriores.

### Productos
Hay varios productos que usan el título de la serie y los nombres de sus personajes en toda Argelia. Uno puede encontrar revistas, disfraces e incluso un videojuego exitoso, todos con la marca de Sultan Achour 10. Sin embargo, estos productos no son oficiales.

## Audiencia

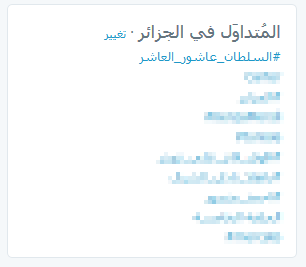
1. السلطان_عاشور_العاشر (#SultanAchour10): Hashtag más difundido en Argelia en Twitter durante el Ramadán de 2015

Según un estudio de audiencia realizado por el instituto Media & Survey durante el mes de Ramadán de 2015, la serie Sultan Achour 10, transmitida a las 19:55 (hora argelina) en Echourouk TV, fue el programa más visto por los argelinos durante ese mes, con un 39.95% de la audiencia.